# 漢弗萊 (愛達荷州)
漢弗萊（英語：Humphrey）是位於美國愛達荷州克拉克縣的一個非建制地區。該地的面積和人口皆未知。

## 地理
漢弗萊的座標為44°29′18″N 112°14′01″W / 44.48833°N 112.23361°W，而該地的平均海拔高度為1990米（即6529英尺）。